# Liste der Biografien/Fork
Liste der Biografien |
Portal Biografien |
Personensuche
# |
A |
B |
C |
D |
E |
F |
G |
H |
I |
J |
K |
L |
M |
N |
O |
P |
Q |
R |
S |
T |
U |
V |
W |
X |
Y |
Z |
?
 
Fa |
Fe |
Ff |
Fh |
Fi |
Fj |
Fk |
Fl |
Fm |
Fn |
Fo |
Fr |
Ft |
Fu |
Fy
 
Foa |
Fob |
Foc |
Fod |
Foe |
Fof |
Fog |
Foh |
Foi |
Foj |
Fok |
Fol |
Fom |
Fon |
Foo |
Fop |
For |
Fos |
Fot |
Fou |
Fov |
Fow |
Fox |
Foy |
Foz
 
Fora |
Forb |
Forc |
Ford |
Fore |
Forf |
Forg |
Fori |
Forj |
Fork |
Forl |
Form |
Forn |
Foro |
Forq |
Forr |
Fors |
Fort |
Foru |
Forw |
Fory |
Forz
Die Liste der Biografien führt alle Personen auf, die in der deutschsprachigen Wikipedia einen Artikel haben. Dieses ist eine Teilliste mit 24 Einträgen von Personen, deren Namen mit den Buchstaben „Fork“ beginnt.

## Fork
- Fork, Günter (1930–1998), deutscher Komponist und Hochschullehrer
- Fork, Max (1892–1974), deutscher Möbelfabrikant, Gestalter und Innenarchitekt in Reutlingen und Heilbronn

### Forka
- Forkardt, Paul (1886–1935), deutscher Werkzeugmaschinen-Industrieller
- Forkasiewicz, Agata (* 1994), polnische Sprinterin

### Forke
- Forke, Alfred (1867–1944), deutscher Sinologe
- Forke, Farrah (1968–2022), US-amerikanische Schauspielerin in Film und Fernsehen
- Forke, Kurt (* 1913), deutscher Fußballspieler
- Forke, Sebastian (* 1987), deutscher Radrennfahrer
- Forkel, Friedrich (1822–1890), deutscher Jurist und Politiker (NLP), MdR, Stadtverordneter
- Forkel, Hans (1936–2014), deutscher Rechtswissenschaftler und Hochschullehrer
- Forkel, Jana (* 1988), deutsche Journalistin und Fernsehmoderatorin
- Forkel, Johann Nikolaus (1749–1818), deutscher Organist und MusikhistorikerJohann Nikolaus Forkel (1749–1818)

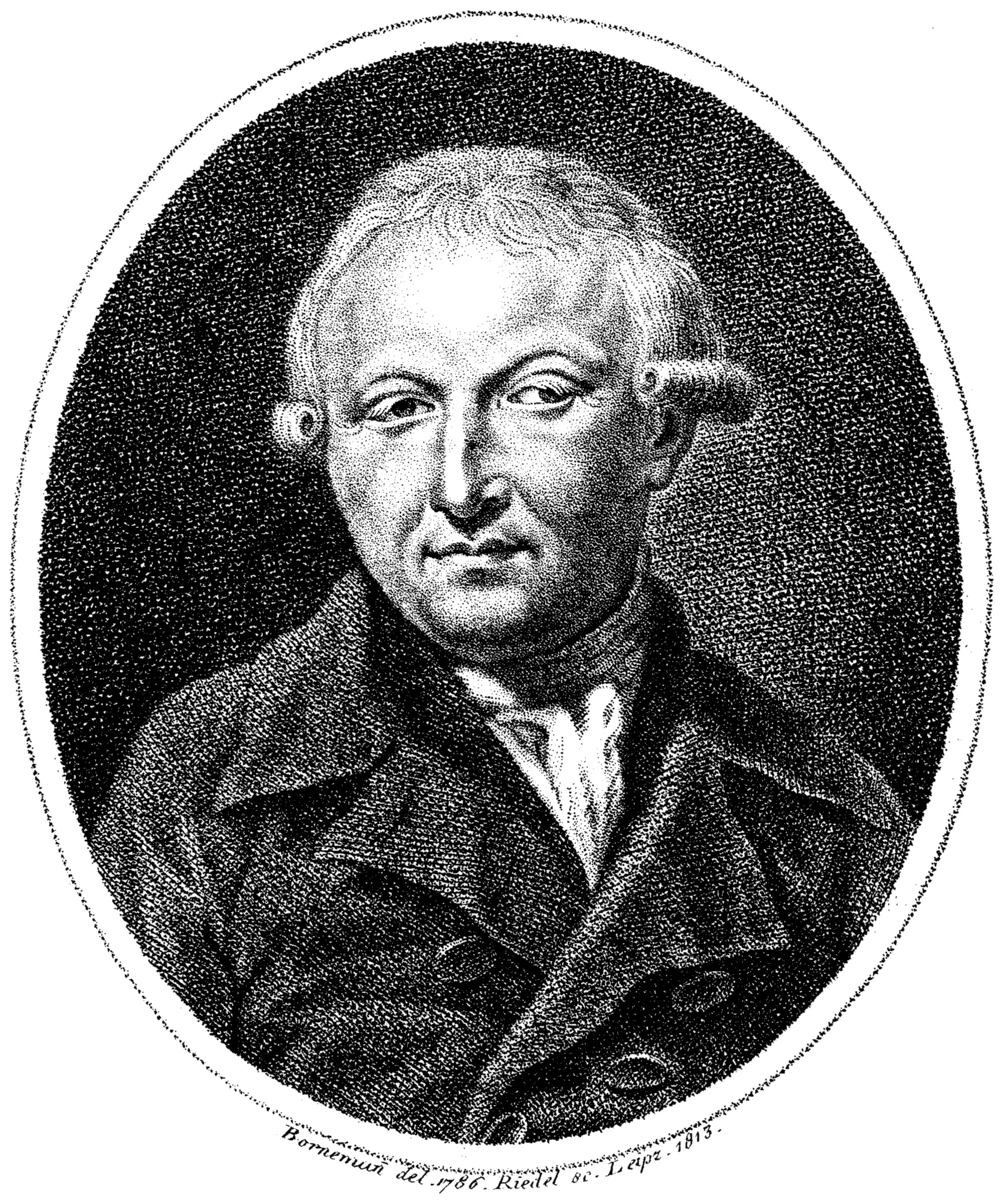
Johann Nikolaus Forkel (1749–1818)

- Forkel, Karen (* 1970), deutsche Speerwerferin
- Forkel, Martin (* 1979), deutscher Fußballspieler
- Forkel-Liebeskind, Meta (1765–1853), deutsche Schriftstellerin und Übersetzerin
- Forkelid, Adam (* 1979), schwedischer Jazzmusiker
- Forker, André (* 1979), deutscher Rennrodler
- Forker, Armin (1931–2024), deutscher Kriminalist, Kriminologe und Hochschullehrer
- Forker, Heinz (1912–1980), deutscher Tubist
- Forker, Samuel C. (1821–1900), US-amerikanischer Politiker
- Forker-Schubauer, Maximilian (1844–1932), deutscher Verwaltungsjurist
- Forkert, Werner (1940–2008), deutscher Lehrer und Stadtchronist in Senftenberg

### Forki
- Forkin, Chelsea (* 1989), australische Softballspielerin

### Forko
- Forko, Willis (1983–2021), liberianischer Fußballspieler